# Ignacio Ruglio
Juan Ignacio Ruglio Bachino (Minas, 12 de diciembre de 1978) es un empresario y dirigente deportivo uruguayo, presidente del Club Atlético Peñarol desdde 2021.

## Trayectoria
Es director de la Óptica Ruglio, propietario de un café en el Sodre, director de LifeFit y productor de espectáculos.En 2023 se vio envuelto en escándalo por sobregiros bancarios que terminaron en la suspensión de la gerente del BROU que autorizó los sobregiros, en 2024 la  justicia sentenció a la exgerente a pagar la suma de más de 150.000 USD.
Se presentó a las elecciones celebradas el 5 de diciembre del 2020, donde obtuvo la presidencia con el 33,8% de los votos totales, sobre el 31,4% que obtuvo Juan Pedro Damiani. En esta elección también participaron Guillermo Varela que obtuvo el 15,1% de los votos, Evaristo González el 11,8% y Mario Colla con el 7,8% de los votos totales. Con estos resultados, fue elegido para el periodo 2021-2023.
En 2023 se postuló para la reelección. Evento celebrado el 18 de noviembre de 2023 donde resultó electo con el 40,8% de los votos totales, seguido por Evaristo González con el 35,5. A su vez también participó de esta elección Edgardo Novick que obtuvo el 13,3% de los votos y también Gastón Tealdi que obtuvo el 2,2% de los votos totales. Con este resultado Ruglio fue reelecto para el periodo 2024-2026. Su primera decisión fue incorporar a Pablo J. Bengoechea, Gabriel Cedrés y Walter Olivera a su equipo de trabajo.
Bajo su presidencia, Peñarol fue campeón de la Primera División en 2021 y 2024 y campeón de la Supercopa Uruguaya en 2022. En el plano internacional, Peñarol llegó a las semifinales de la Copa Sudamericana 2021 y de la Copa Libertadores 2024.
En 2023 fue reelecto como presidente del club, para el período 2023-2026, con el 40,8% de los votos.
| Candidato          | Votos | %    | Situación |
| ------------------ | ----- | ---- | --------- |
| Ignacio Ruglio     | 3181  | 33,8 | Electo    |
| Juan Pedro Damiani | 2954  | 31,4 | No electo |
| Guillermo Varela   | 1420  | 15,1 | No electo |
| Evaristo González  | 1113  | 11,8 | No electo |
| Mario Colla        | 737   | 7,8  | No electo |

| Candidato         | Votos | %    | Situación |
| ----------------- | ----- | ---- | --------- |
| Ignacio Ruglio    | 5332  | 40,8 | Electo    |
| Evaristo González | 4633  | 35,5 | No electo |
| Edgardo Novick    | 1732  | 13,3 | No electo |
| Gastón Tealdi     | 289   | 2,2  | No electo |

## Entrenadores durante su gestión
| Entrenador                     | Año/s en el cargo |
| Mauricio Larriera              | 2021-2022         |
| Leonardo Ramos                 | 2022              |
| Alfredo Arias                  | 2023              |
| Juan Manuel Olivera (Interino) | 2023              |
| Darío Rodríguez                | 2023              |
| Juan Manuel Olivera (Interino) | 2023              |
| Diego Aguirre                  | 2023 - presente   |